# Шпинат огородный
Шпина́т огоро́дный (лат. Spinacia oleracea) — однолетнее травянистое растение; вид рода Шпинат (Spinacia) семейства Амарантовые (Amaranthaceae); в старой классификации — Маревые (Chenopodiaceae). Один из самых распространённых и питательных видов овощной зелени.

## Ботаническое описание

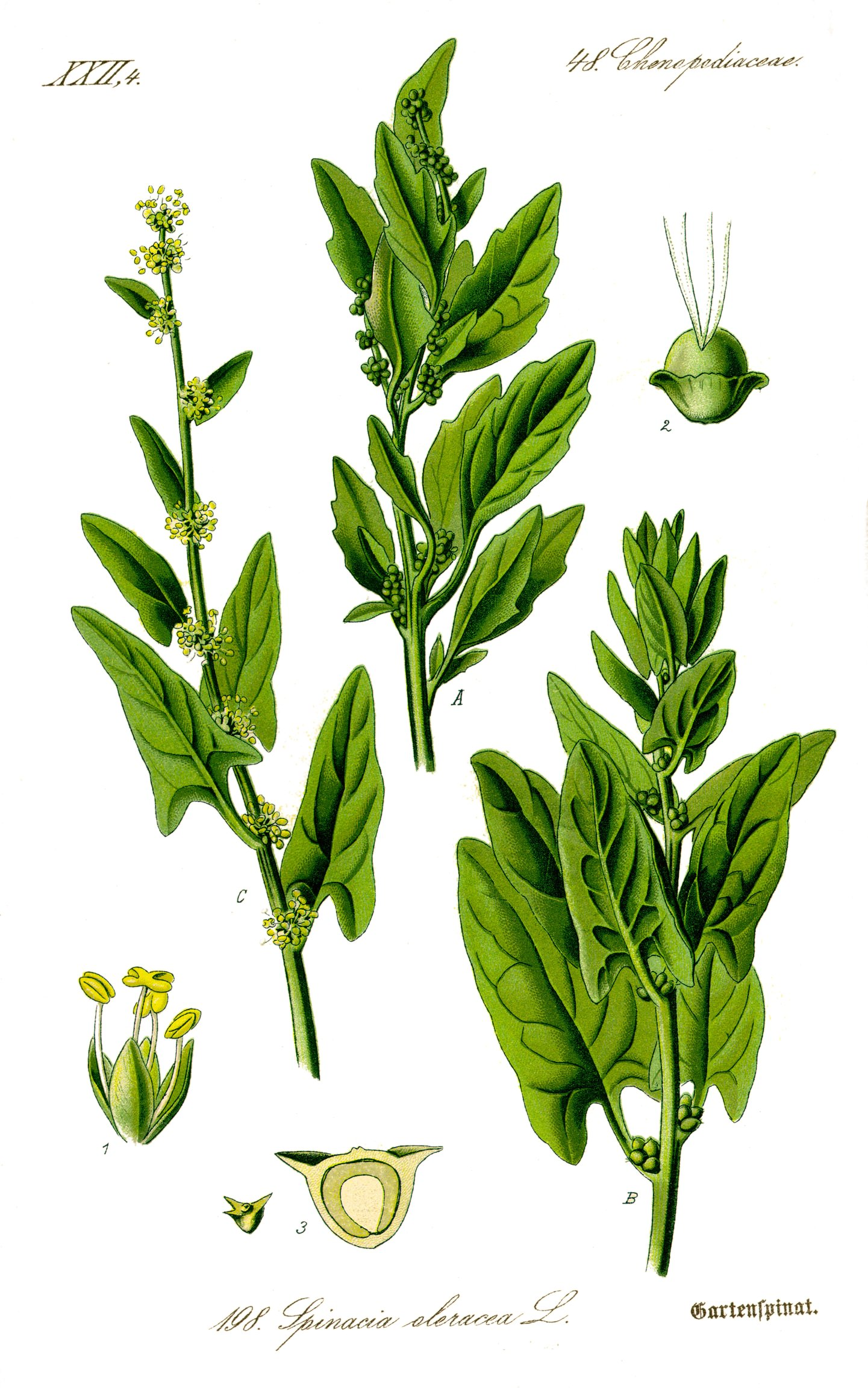

Однолетнее и двулетнее растение высотой 25—50 см и более, голое, простое или ветвистое.
Листья прикорневые и нижние черешковые треугольнокопьевидные, иногда с вытянутыми боковыми ушками или округлые, овальные, продолговато-яйцевидные, ланцетовидные, цельнокрайние, всегда стянутые в черешок; верхние, а иногда и средние часто острые, продолговатые с клиновидным основанием.
Пыльниковые цветки в колосовидно-метельчатом соцветии, четырёхчленные, с четырьмя тычинками; пестичные — в плотных, сидячих в пазухах листьев клубочках, отдельные цветки которых даже при плодах не срастаются друг с другом и при созревании распадаются порознь.
Плоды как двурогие, так и шарообразные, безрогие. Встречаются особи со слегка спаянными плодами, но не образующие настоящих соплодий, как у других видов этого рода. Среди однополых растений встречаются иногда и обоеполые экземпляры.
В пищу употребляется розетка листьев, которая образуется в начале вегетации. Листья могут быть гладкими либо шероховатыми (гофрированными). У классических сортов листья треугольно-копьевидные (древним они напоминали человеческую руку). В наше время не менее распространены сорта с продолговато-яйцевидными листьями. Зимние листья шпината более крупные, тёмно-зелёные по сравнению с летними сортами более светлых оттенков.
Летом растение образует цветущий стебель, достигающий в высоту 30 см. Менее облиственные растения — мужские, они раньше дают стебель.

### Генетика шпината
Кариотип шпината состоит из 12 хромосом (2n = 12). Размер генома составляет около 989 Мб. Геном шпината кодирует более 25 тыс. белков, более 70 % генома составляют повторяющиеся последовательности, в основном представленные транспозонами.

## История
В диком виде шпинат произрастает в Передней Азии. Его культивирование началось, как принято считать, в Персии. Согласно наиболее общепринятой версии этимологии, названия шпината в европейских языках восходят к персидскому слову اسپاناخ, что означает «зелёная рука». По Великому шёлковому пути он был привезён в Китай, где в середине VII века получил имя «персидского овоща» (кит. 波斯菜).
В средиземноморском регионе первые сведения о выращивании шпината обнаруживаются в трёх арабских сочинениях XI века. Шпинат был одним из популярнейших овощей арабского мира, которому посвящали специальные трактаты. Ибн аль-Аввам называл его «генералом среди зелени».

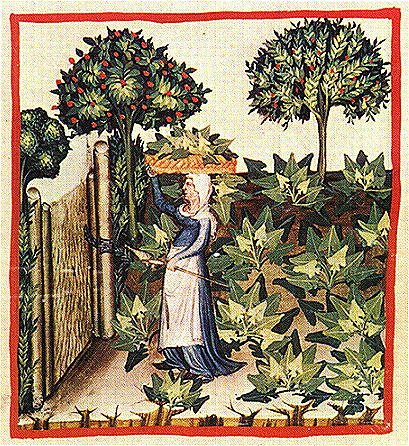
Кусты шпината на иллюстрации из средневекового ломбардского трактата Tacuinum sanitatis (XIV век)

Жителям христианской Европы (первоначально Сицилии и Испании) этот овощ стал известен не позднее XIII века. В Средние века возделывалась форма шпината с заострёнными семенами, к нашему времени практически забытая. В Италии XV века этот овощ рассматривался как весенняя зелень, прекрасно подходящая для употребления во время Великого поста.
При французском королевском дворе моду на употребление шпината ввела итальянка Екатерина Медичи. Она требовала, чтобы шпинат подавали к столу во время каждого приёма пищи. Именно в середине XVI века в Европе получил распространение шпинат современного типа — без горечи, с широкими листьями и круглыми семенами. Последующие усилия селекционеров были направлены на выведение сортов, которые не уходят в стебель сразу с наступлением летнего тепла.
Особым деликатесом в Европе XVI—XVII веков считался шпинатный хлеб, который выпекали из муки, получаемой из семян шпината. Без шпинатного сока, придающего еде ярко-зелёную окраску, редко обходились тогда кулинары: в зелёный цвет окрашивали мороженое, кремы и соусы.
В старину шпинат продавали на рынках как в свежем виде, так и отваренным (скатанным в шарики). На картинах венецианца Карпаччо можно найти зелёные спагетти со шпинатом. В XVI веке уже насчитывалось несколько сортов шпината. Медики готовили его с сахаром и назначали как слабительное. Ф. В. Булгарин писал, что Карл XII во время пребывания в Речи Посполитой требовал, чтобы ему подавали «из зелени шпинат, а из приправ петрушку и руту».

### Шпинат в России
При дворе русских монархов шпинат стали употреблять не позднее 1730-х годов: известно, что для одного из обедов императрицы Анны Иоановны было доставлено два кулька шпината. До конца XIX века шпинат (подаваемый, как правило, с яйцом и гренками) оставался в России малоизвестным господским овощем. К примеру, в романе «Тысяча душ» он упоминается как атрибут аристократического стола. В романе «Княжна Тараканова» главного героя поражают подаваемые в Несвижском замке заморские блюда — шпинат, фрикандо.
К концу XIX века шпинат стал доступен и среднему классу. В «Дуэли» у Чехова подают шпинат с крутыми яйцами. Михаил Савояров писал в 1914 году: «Надысь объелся я шпинатом, Потом всю ночь ругался матом, Бездарно, грубо и во сне, Я спать мешал своей жене». В советское время, однако, этот овощ без ярко выраженного вкуса оставался редким гостем и на полках овощных магазинов, и в огородах рядовых граждан.

### Миф о шпинате

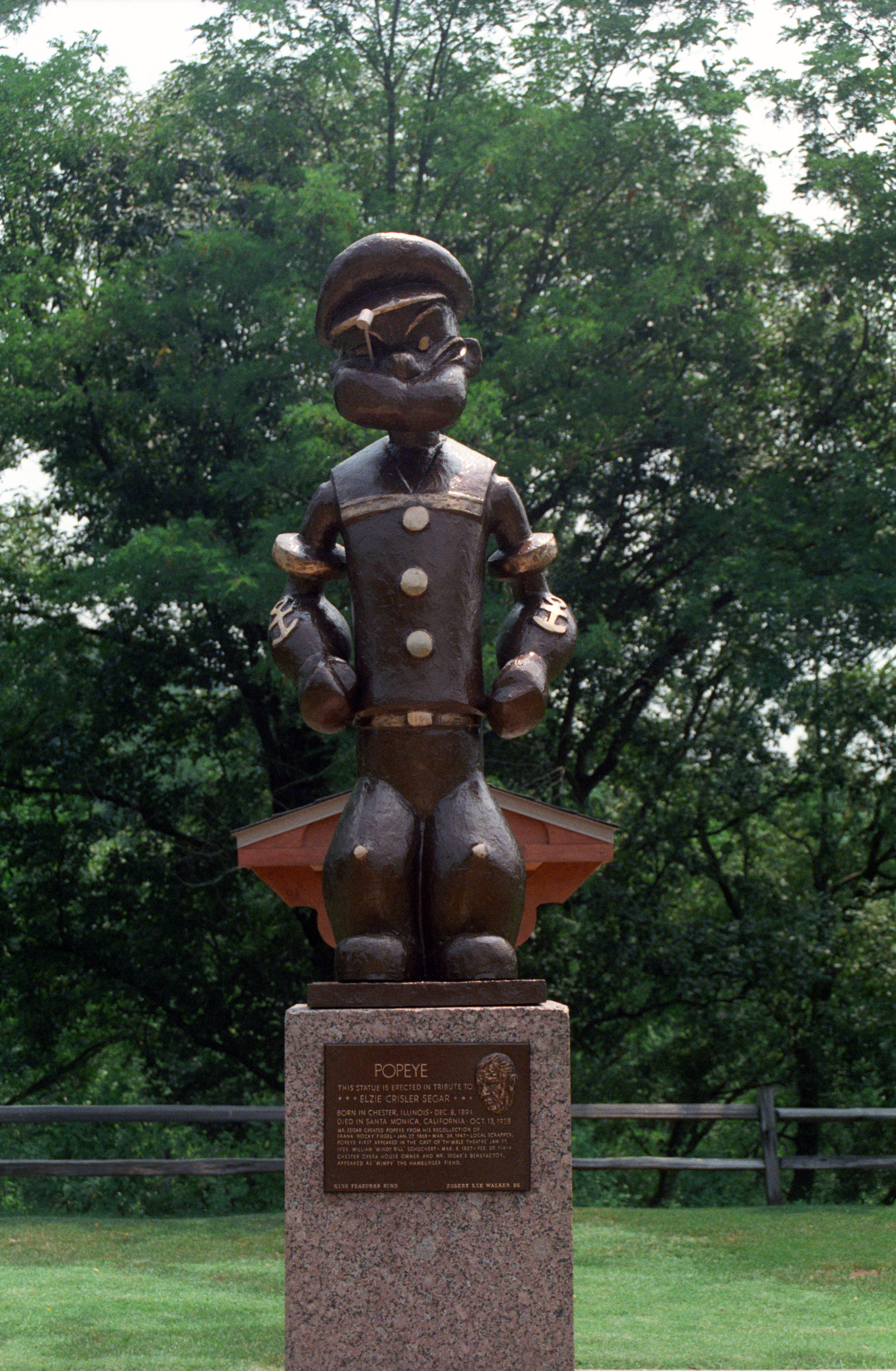
Памятник Попаю, поставленный производителями шпината

В первой трети XX века в западных странах, особенно в США, наблюдался взрывной рост популярности шпината. В то время ошибочно считалось, что шпинат — самый богатый железом пищевой продукт (35 мг железа на 100 г овоща). Это заблуждение проникло и в массовую культуру: мультипликационный моряк Попай приобретал исполинскую силу и другие сверхспособности, подзаправившись порцией шпината. Врачи особенно рекомендовали шпинат детям; Набоков с гордостью пишет, что его 9-месячный сын «получал на обед целый фунт протёртого шпината».
На самом деле содержание железа в шпинате в 10 раз меньше. По одной версии, путаница возникла из-за американского исследователя конца XIX века, который забыл поставить в числе десятичную запятую; по другой — заблуждение о шпинате как источнике мышечной силы породили в 1890 году результаты исследования сухого шпината швейцарским профессором Густавом фон Бунге. Результаты фон Бунге (35 мг железа на 100 г продукта) были относительно правильными, однако он исследовал не свежий, а высушенный шпинат. Свежий же шпинат состоит на 90 % из воды, то есть в нём содержится не около 35, а около 3,5 мг железа. Эта ошибка была выявлена немецкими химиками в 1937 году, а в англоязычной медицинской прессе официальное опровержение этого мифа появилось только в 1981 году.
После разоблачения мифа о содержании в шпинате неимоверного количества железа, его потребление в западных странах заметно упало. Тем не менее в Техасе местные производители шпината установили памятник моряку Попаю в знак благодарности за его роль в популяризации овоща и за вклад в развитие шпинатной индустрии. Ещё несколько скульптурных изображений этого героя можно найти в городе Альма, претендующем на звание «мировой столицы шпината».

## Шпинатная индустрия
Из крупных стран шпинат наиболее популярен в Китае (90 % мирового урожая в 2018 году) и в США (1,5 % урожая, 2-е место в мире). В Америке три четверти урожая шпината реализуется в свежем виде. Листья продают на развес, пучками, либо запакованными в воздухонепроницаемые контейнеры. Потребление шпината американцами устойчиво растёт и к 2006 году уже вернулось к показателям середины XX века (примерно 1 кг овоща на каждого жителя в год).
В XXI веке позиции на рынке быстро завоёвывает молодой шпинат (англ. baby spinach) с нежными листьями длиной не более 5 см, который собирают через 15—35 дней после посадки. Утверждения о том, что в молодом шпинате содержится меньше антинутриентов, чем в зрелом, правда, не всегда подтверждаются экспериментально.
Шпинат — одна из быстрорастущих культур, пригодная для выращивания в тепличных комплексах в северных регионах.
Урожайность при правильной посадке достигает от 2 до 6 кг на м² в зависимости от сорта и ГМО. Срок роста — от 20 до 40 дней в зависимости от влажности и температуры. Промышленная урожайность — 250—300 ц\га
| Крупнейшие производители (2018) | Крупнейшие производители (2018) | Крупнейшие производители (2018) |
| Страна                          | Производство (тонн)             |                                 |
| ------------------------------- | ------------------------------- | ------------------------------- |
| Китай                           | 23 792 691                      |                                 |
| США                             | 384 669                         |                                 |
| Япония                          | 226 382                         |                                 |
| Турция                          | 225 174                         |                                 |
| Кения                           | 169 356                         |                                 |
| Индонезия                       | 162 227                         |                                 |
| Франция                         | 127 765                         |                                 |
| Иран                            | 116 954                         |                                 |
| Пакистан                        | 108 725                         |                                 |
| Италия                          | 102 532                         |                                 |
| Весь мир                        | 26 255 931                      |                                 |

## Пищевая ценность шпината
В пересчёте на вес шпинат принадлежит к числу овощей, наиболее богатых питательными веществами. Он содержит железо, кальций, магний, витамины A, C и E. Свежий (не варёный) шпинат особенно богат антиоксидантами. Это один из основных пищевых источников фолиевой кислоты — витамина B9, который был впервые выделен учёными именно из листьев шпината.
Шпинат достаточно богат железом и кальцием, однако усваиванию этих микроэлементов организмом в теории мешают фитиновая кислота и особенно оксалаты, которых в листьях шпината больше, чем в каких бы то ни было овощах. Согласно теоретическим моделям взаимодействия химических веществ, при нормальных условиях (отсутствие выраженной гипокальцемии) организм в состоянии усвоить не более 5 % кальция, содержащегося в шпинате. Из всех овощей и фруктов шпинат представляет собой источник кальция с наименьшей биодоступностью.
Вместе с тем, практические эксперименты не всегда подтверждают эти теоретические выкладки. Например, в одном из экспериментов была установлена более высокая усваиваемость железа из шпината по сравнению с железом из не содержащих оксалатов пшеничных отрубей.

## Хранение и использование
Молодой шпинат можно употреблять сырым в салатах и в соусах-дипах, а более старые, грубоватые листья можно отваривать на пару, обжаривать и тушить. Следует иметь в виду, что даже в холодильнике листья шпината не хранятся больше восьми дней: к концу этого срока они теряют основную часть витаминов.
Для сохранения питательных свойств на протяжении более длительного срока (до 8 месяцев) свежие листья шпината прессуют или скатывают в шарики, после чего замораживают. После размораживания шпинат варят или тушат с другими овощами, грибами или злаками.

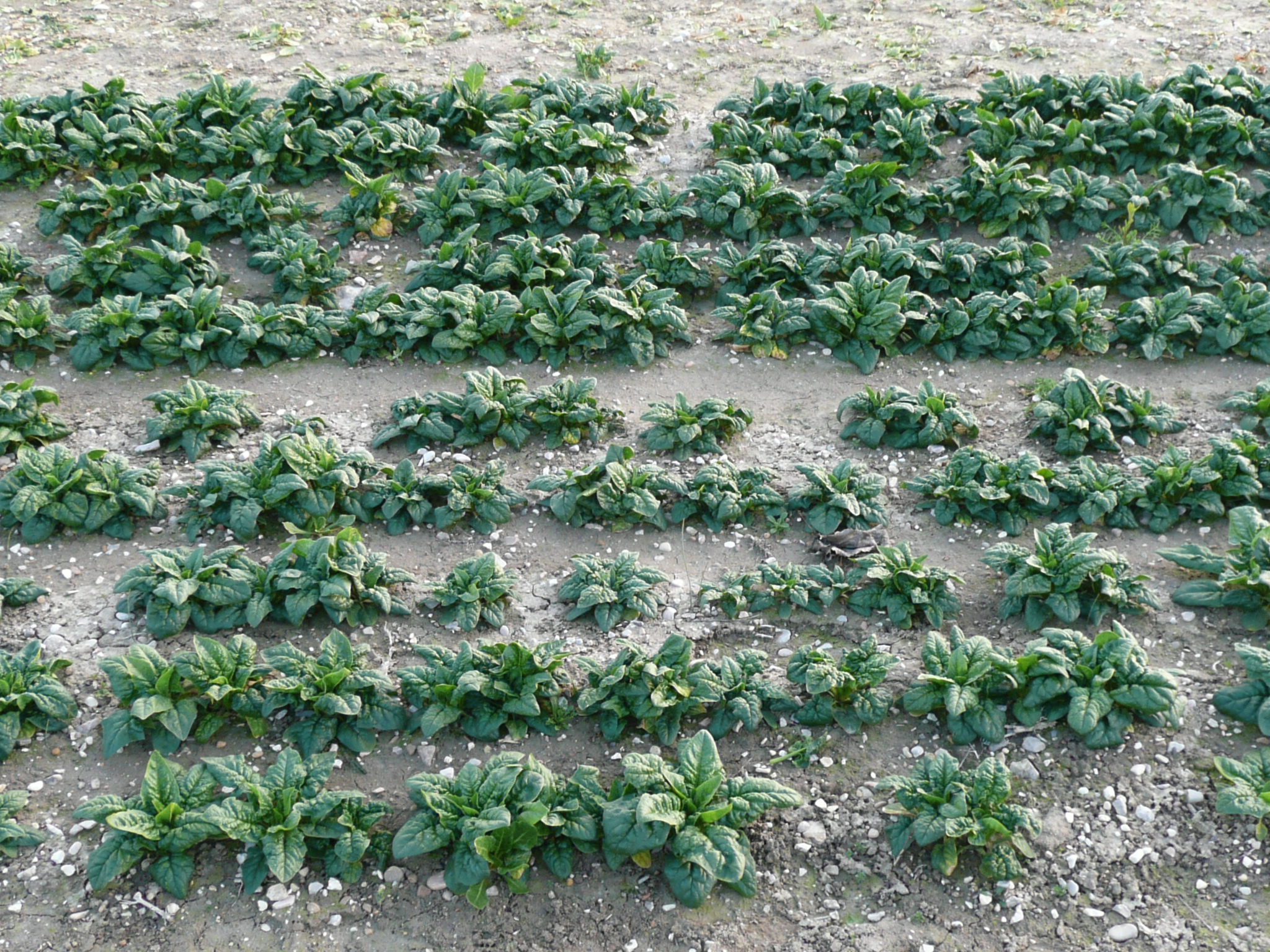
Поле шпината (Италия)
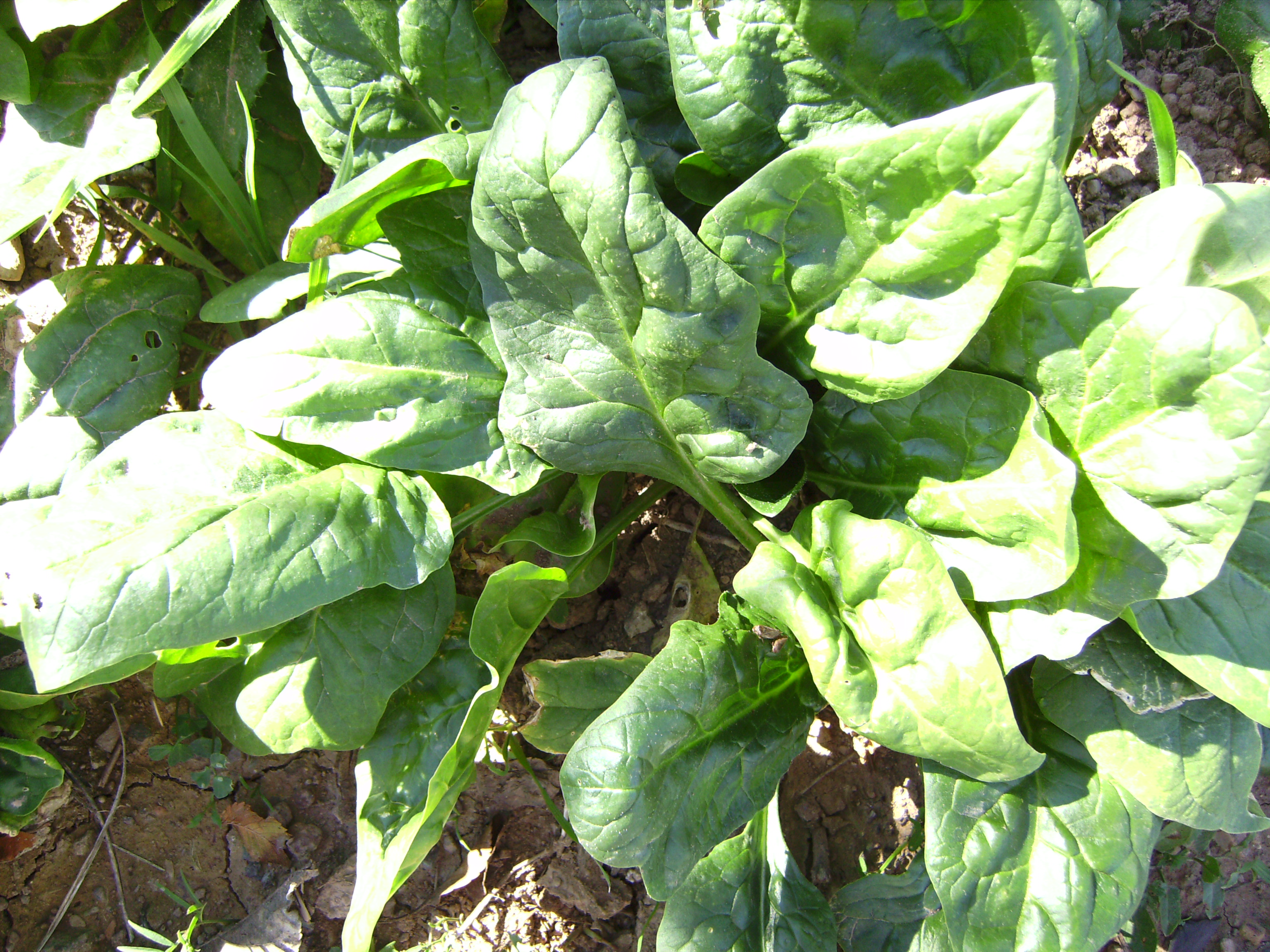
Розетки листьев шпината
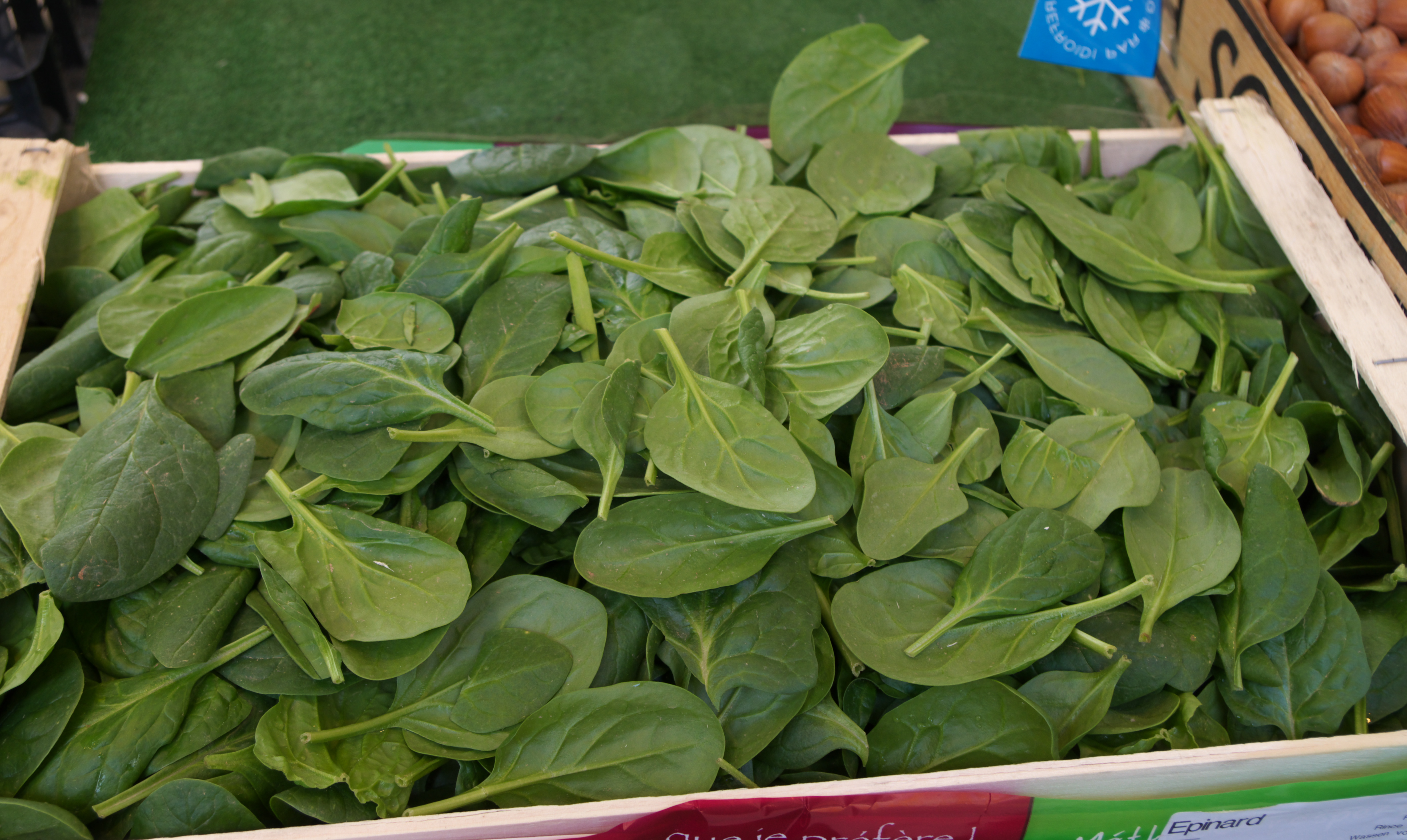
Свежесрезанные листья молодого шпината
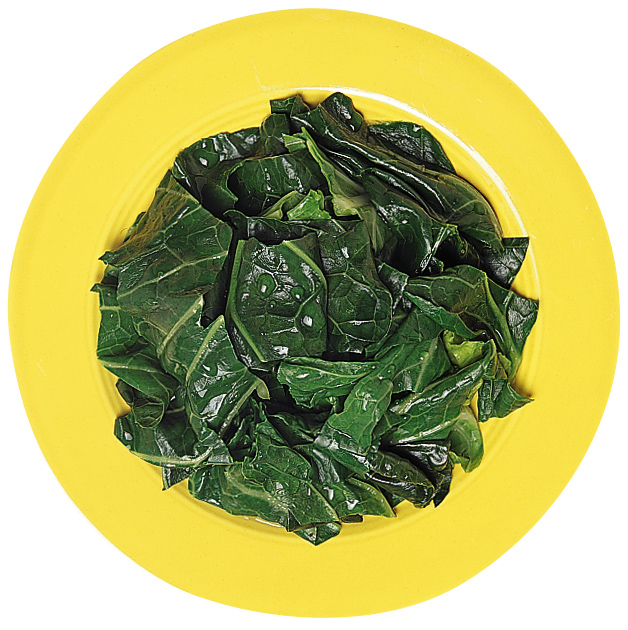
Приготовленный шпинат
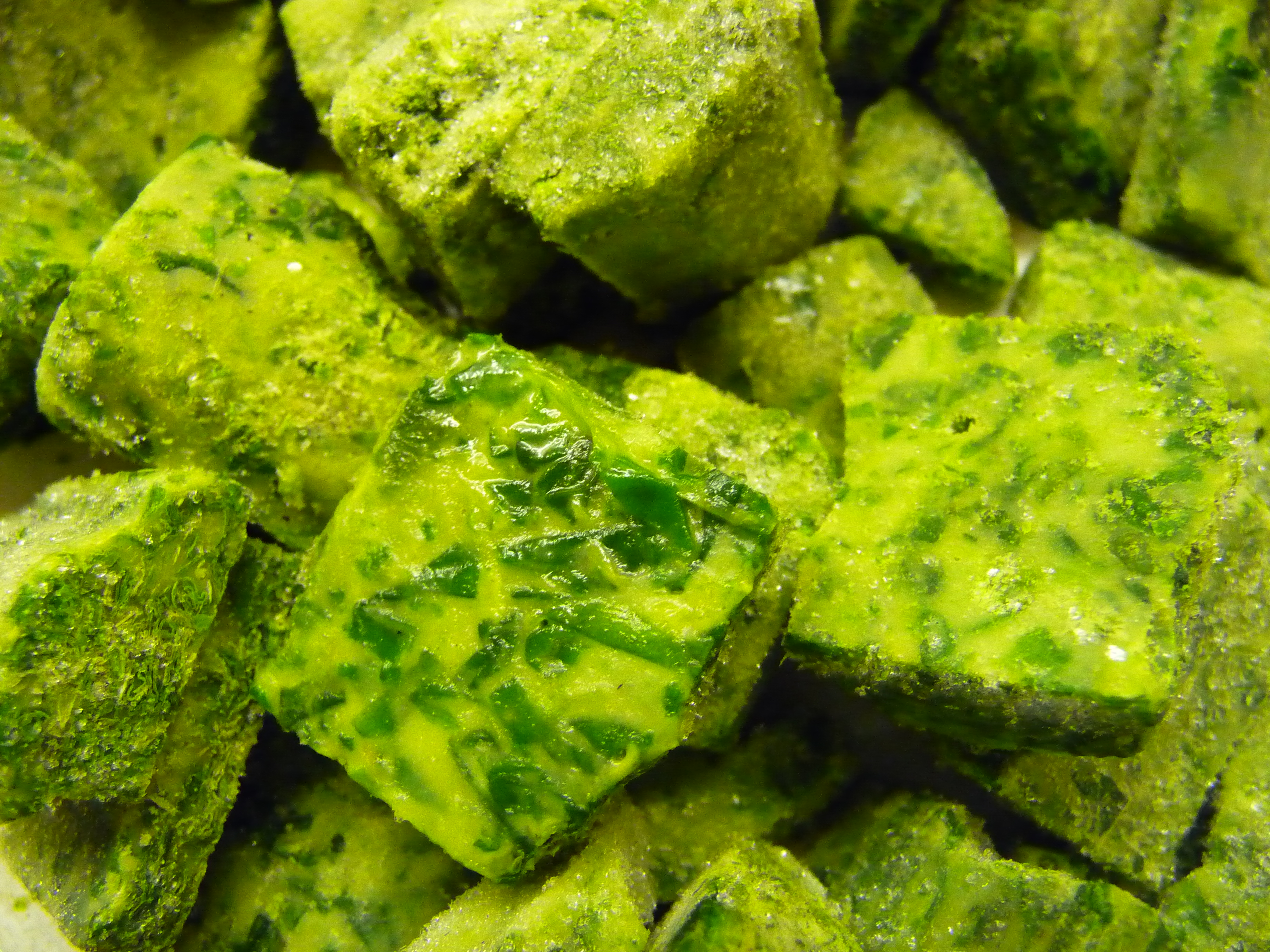
Замороженный шпинат

## Риски
По некоторым оценкам, шпинат из магазинов возглавляет список овощей, перегруженных пестицидами и нитратами. В 2006 году по 26 штатам США прокатилась эпидемия Escherichia coli O157:H7, повлёкшая смерть трёх человек. Причиной заражения была объявлена продажа плохо промытого шпината из Калифорнии. В августе 2007 года из розничных сетей были отозваны 8000 упаковок шпината из-за опасений возможного заражения сальмонеллой.
Чтобы успокоить потребителей, многие производители шпината в западных странах стали указывать на упаковках, что зелень была промыта трижды. Тем не менее, во избежание повторения эпидемий, американское ведомство FDA разрешило в 2008 году подвергать шпинат и салат ионизирующему излучению, которое убивает микробы. Впоследствии эта практика получила в США широкое распространение.
Ввиду высокого содержания оксалатов, шпинат традиционно не рекомендуется употреблять людям, склонным к развитию почечнокаменной болезни. Вместе с тем, влияние растительной пищи с высоким содержанием оксалатов на образование камней в почках опытным путём до сих пор не было доказано. Тепловая обработка шпината (варка, жарка) позволяет снизить содержание оксалатов, но не более чем на 15 %.

## Англоязычная номенклатура
В некоторых англоязычных странах шпинатом называют также родственные растения семейства Амарантовые, а именно:
- Лебеда садовая (Atriplex hortensis), называемая иногда французским или горным шпинатом;
- Мангольд (Beta vulgaris subsp. vulgaris var. vulgaris), называемый иногда по-английски шпинатной свёклой (англ. spinach beet) за сходство его листьев со шпинатом;
- Марь многолистная (Chenopodium foliosum), называемая также земляничным шпинатом, шпинат-малиной или многолистным шпинатом;
- Марь цельнолистная (Chenopodium bonus-henricus), называемая иногда по-английски линкольнширским шпинатом (англ. lincolnshire spinach).

Слово «шпинат» присутствует также в названиях некоторых видов растений, принадлежащих к иным семействам:
- Базелла белая (Basella alba), семейство Базелловые, называемая также малабарским шпинатом;
- Ипомея водяная (Ipomoea aquatica), семейство Вьюнковые, называемая также водяным шпинатом;
- Шпинат новозеландский (Tetragonia tetragonoides), семейство Аизовые.